# Кріс Бертон
Кріс Бертон (англ. Chris Burton, нар. 22 листопада 1981) — австралійський вершник, бронзовий призер Олімпійських ігор 2016 року.

## Виступи на Олімпіадах
| Олімпіада           | Дисципліна               | Місце |
| ------------------- | ------------------------ | ----- |
| Лондон 2012         | індивідуальне триборство | 16    |
| Лондон 2012         | командне триборство      | 6     |
| Ріо-де-Жанейро 2016 | індивідуальне триборство | 5     |
| Ріо-де-Жанейро 2016 | командне триборство      | 3     |
| Париж 2024          | індивідуальне триборство | 2     |
| Париж 2024          | командне триборство      | 8     |